# カクヨム
カクヨムは、KADOKAWAと株式会社はてなが共同開発した小説投稿サイト。

## 概要
サイト名は「書く」と「読む」を繋ぎ合わせたもの。作者登録することで、無料で小説をウェブ上に公開することができる。
KADOKAWAが直接運営するサイトのため、同社から出版されている一部のライトノベルの二次創作作品の投稿が可能なこと、同社ブランドで連載している作品の公式連載（カクヨム追加分含む）が存在することが特徴である。カクヨム設立前から富士見書房ブランドが展開していたオンライン小説サイト「ファンタジアBeyond」が、2016年6月をもって終了し、カクヨムに統合された。
『小説家になろう』などの他社サービスと同様に、新人発掘を目的として、自社レーベルによる文学賞も開催している。
他のサイトと同様に、原稿を催促する担当編集者がいないため、作者のモチベーション低下、書籍化達成やコンテストの優秀賞受賞（燃え尽き症候群）と共に未完のまま放置される（「エターナる」、略して「エタる」と呼ばれる）作品も散見される。「なろう」と異なり、こちらでは“未完です”の注意表記は出ない。
性的描写に関する規制は「なろう」よりも緩く、セルフレイティング（事前警告）で「性的描写あり」のタグを添付しておけば、主人公とヒロインのラブシーン、所謂“朝チュン”を描くことも容認される。このセルフレイティングは他に「残酷描写あり」「暴力描写あり」が存在する。

## 歴史

### 2015年
- 10月7日 - ティザーサイトオープン[4]。
- 11月18日 - サイト名称が「カクヨム」に決定[5]。
- 12月25日 - プレオープン、投稿受付と「第1回カクヨムWeb小説コンテスト」の応募受付を開始[2]。

### 2016年
- 2月29日 - 正式オープン[6]。
- 3月15日 - アプリ版をリリース[7]。
- 4月27日 - 「カクヨムユーザーミーティング」開催を発表[8]。
- 6月20日 - Webラジオ「カクヨム放送局」発表、29日第1回放送[9]。出演は声優の羽多野渉・高橋李依およびカクヨム編集長の萩原猛（第8回より副編集長（2017年2月より同編集長就任）の河野葉月）。
- 11月25日 - 角川文庫がカクヨムに参加[10]。
- 11月29日 - PC版サイトのリニューアル及びジャンルの再編成を発表[11]。
- 12月1日 - ジャンル再編成[12]。
- 12月8日 - PC版サイトリニューアル[13]。

### 2017年
- 2月9日 - Google Analyticsの利用が可能に[14]。
- 2月17日 - 二次創作許諾作品に「けものフレンズ」が追加[15]。
- 3月1日 - オープン1周年、および記念企画発表[16]。
- 5月26日 - 高校生限定のコンテスト「カクヨム甲子園」開催を発表[17]。

### 2018年
- 1月18日 - 公式連載ページのリニューアル[18]。
- 3月1日 - オープン2周年[19]。
- 3月10日 - 「ゲームの電撃感謝祭2018」において、電撃文庫のカクヨム参加が発表[20]。
- 4月10日 - 電撃文庫が参加[21]。
- 11月7日 - 個人がカクヨム投稿している小説を電子書籍ストア「BOOK☆WALKER」にシステム自動連係により販売できるサービス「BOOK☆WALKER 著者センター for カクヨム」を開始[22]（2022年1月末日サービス終了）
- 11月7日 - 『この勇者が俺TUEEEくせに慎重すぎる』がカクヨム初のテレビアニメ化作品となることが発表[23]。

### 2019年
- 4月1日 - 小説の投稿者が利益を得られる、カクヨムロイヤルティプログラムを発表[24]。
- 3月1日 ‐ オープン3周年記念キャンペーン開始[25]。
- 4月20日 ‐ 『彼女が好きなものはホモであって僕ではない』が、カクヨム初の実写化作品としてNHK総合「よるドラ」にて『腐女子、うっかりゲイに告る。』のタイトルで放送開始[26]。
- 10月2日 ‐ 『この勇者が俺TUEEEくせに慎重すぎる』が放送開始[27]。
- 10月29日 ‐ 作家ユーザー向け広告収益還元サービス「カクヨムロイヤルティプログラム」を開始[28]。

### 2022年
- 2月17日 ‐ 読者ユーザー向け広告非表示・ギフト付与の月額料金制プラン「カクヨムサポーターズパスポート」（ライト・スタンダード・デラックス）を提供開始[29]

### 2024年
- 3月13日 ‐ 有料会員向けのサブスク読書サービス「カクヨムネクスト」を開始[30][31]。
- 6月16日 ‐ 午後4時30分以降、複数回にわたりサイトが閲覧不能となる障害が発生。一旦検索機能の停止措置を行ったのち、同日午後8時に復旧（同様の障害は、競合サイトであるハーメルン・小説家になろうでも発生）[32][33]。

### 2025年
- 4月1日 - 小説投稿サイト「魔法のiらんど」と統合[34]。「魔法のiらんど」はカクヨムのジャンルとして存続。

## 主な機能
- 小説の閲覧
- 小説の投稿（小説家になろうと異なり短編・連載の区別はない）
- お気に入り小説及びユーザーの記録・更新確認
- 活動報告や自作品の宣伝に使用できる記事の投稿
- 作品へ対してのレビュー、評価及びエピソードごとの評価、コメントの投稿
- 公式スマホアプリでの閲覧
- 一部レーベル・企業主催のコンテストまたはカクヨム独自のコンテストへの応募（小説の設定画面にて応募可能）
- ユーザー主催の自主企画への開催及び参加（小説の設定画面にて参加可能）

## 映像化作品

### アニメ化
| 作品                                                             | 放送年               | アニメーション制作 | 備考 |
| ---------------------------------------------------------------- | -------------------- | ------------------ | ---- |
| この勇者が俺TUEEEくせに慎重すぎる                                | 2019年               | WHITE FOX          |      |
| ひげを剃る。そして女子高生を拾う。                               | 2021年               | project No.9       |      |
| スーパーカブ                                                     | 2021年               | スタジオKAI        |      |
| 勇者、辞めます〜次の職場は魔王城〜                               | 2022年               | EMTスクエアード    |      |
| 継母の連れ子が元カノだった                                       | 2022年               | project No.9       |      |
| ツンデレ悪役令嬢リーゼロッテと実況の遠藤くんと解説の小林さん     | 2023年               | 手塚プロダクション |      |
| 異世界でチート能力を手にした俺は、現実世界をも無双する           | 2023年               | ミルパンセ         |      |
| 異世界でチート能力を手にした俺は、現実世界をも無双する           | 未公表（スペシャル） | ミルパンセ         |      |
| ブルバスター                                                     | 2023年               | NUT                |      |
| 暴食のベルセルク〜俺だけレベルという概念を突破する〜             | 2023年               | A・C・G・T         |      |
| 異修羅                                                           | 2024年（第1期）      | パッショーネ       |      |
| 異修羅                                                           | 2025年（第2期）      | パッショーネ       |      |
| 佐々木とピーちゃん                                               | 2024年（第1期）      | SILVER LINK.       |      |
| 佐々木とピーちゃん                                               | 未公表（第2期）      | SILVER LINK.       |      |
| 神は遊戯に飢えている。                                           | 2024年               | ライデンフィルム   |      |
| 新米オッサン冒険者、最強パーティに死ぬほど鍛えられて無敵になる。 | 2024年               | ゆめ太カンパニー   |      |
| VTuberなんだが配信切り忘れたら伝説になってた                     | 2024年               | ティー・エヌ・ケー |      |
| ある魔女が死ぬまで                                               | 2025年               | EMTスクエアード    |      |
| 公女殿下の家庭教師                                               | 2025年               | スタジオブラン     |      |

### テレビドラマ化
| 作品                                     | 放送年 | 制作 | 備考 |
| ---------------------------------------- | ------ | ---- | ---- |
| 彼女が好きなものはホモであって僕ではない | 2019年 | NHK  |      |

### 実写映画化
| 作品                                     | 公開年 | 監督     | 配給                                    | 備考 |
| ---------------------------------------- | ------ | -------- | --------------------------------------- | ---- |
| 彼女が好きなものはホモであって僕ではない | 2021年 | 草野翔吾 | バンダイナムコアーツ アニモプロデュース |      |
| 近畿地方のある場所について               | 2025年 | 白石晃士 | ワーナー ブラザース ジャパン            |      |

### アニメ化予定（企画段階含）
| 作品 | 放送年 | アニメーション制作 | 備考 |
| --- | ------ | ------------------ | ---- |
| 勇者刑に処す 懲罰勇者9004隊刑務記録                                                                                 | 2026年 | スタジオKAI        |      |
| クラスで2番目に可愛い女の子と友だちになった                                                                         | 2026年 | CONNECT            |      |
| リビルドワールド | 未公表 | 未公表             |      |
| 勇者のクズ | 未公表 | OLM                |      |
| ヒロイン?聖女?いいえ、オールワークスメイドです（誇）!                                                               | 未公表 | EMTスクエアード    |      |
| Sランクパーティから解雇された【呪具師】 〜『呪いのアイテム』しか作れませんが、その性能はアーティファクト級なり……!〜 | 未公表 | 未公表             |      |

## 開催された主なコンテスト
日付は応募開始から応募終了日まで。
ミニコンテスト（ユーザー自主企画など）、カクヨム主催でないもの（スニーカー大賞など）は省略。
太字は応募期間中または開催予定のコンテスト。

### 2015年
- 第1回カクヨムWeb小説コンテスト 12月25日 - 2016年2月28日

### 2016年
- エッセイ・実話・実用作品コンテスト 6月1日 - 7月14日
- 少年エース×カクヨム 漫画原作小説コンテスト 7月19日 - 8月31日
- グリムノーツ×カクヨム　ゲームシナリオ用小説コンテスト 8月24日 - 10月2日
- ビーズログ文庫×カクヨム 恋愛小説コンテスト 10月3日 - 11月30日
- 「あなたの街の物語」コンテスト 10月14日 - 11月30日
- 第2回カクヨムWeb小説コンテスト 12月22日 - 2017年2月9日

### 2017年
- BOOK☆WALKER BWインディーズコンテスト 3月16日 - 5月8日
- この仕事がおもしろい！　「働くヒト」小説コンテスト 4月1日 - 5月31日
- 富士見Ｌ文庫×カクヨム　美味しい話＆恋の話　短編小説コンテスト 4月27日 - 6月30日
- ファミ通文庫×カクヨム「僕とキミの15センチ」短編小説コンテスト 5月31日 - 7月10日
- NOVEL 0　大人が読みたいエンタメ小説コンテスト 6月1日 - 7月16日
- 文学はキミの友達。カクヨム甲子園 7月18日 - 9月10日
- カクヨム異聞選集 本当にあった怖い話・不思議な体験コンテスト 8月1日 - 8月31日
- カドカワBOOKS×カクヨム“日帰りファンタジー”短編コンテスト 9月1日 - 10月1日
- NOVEL 0　第二回大人が読みたいエンタメ小説コンテスト 10月27日 - 12月25日
- スニーカー文庫「俺のラノベ」コンテスト 11月2日 -  2018年1月4日
- 第3回カクヨムWeb小説コンテスト 12月1日 - 2018年1月31日

### 2018年
- スマートニュース×カクヨム 連載小説コンテスト 2月1日 - 3月31日
- サイバーセキュリティ小説コンテスト 3月31日 - 8月31日
- ウォーカーpresents 地元のイイ話コンテスト　4月20日 - 6月30日
- カクヨム甲子園2018 7月21日 ‐ 9月10日
- 第4回カクヨムWeb小説コンテスト 12月1日 ‐ 2019年1月31日 ※同期間で短編小説に特化したコンテストも開催。

### 2019年
- 第5回カクヨムWeb小説コンテスト 11月29日 ‐ 2020年1月31日 ※同期間で短編小説に特化したコンテストも開催。

### 2020年
- 第6回カクヨムWeb小説コンテスト 12月1日 ‐ 2021年1月31日 ※同期間で短編小説に特化したコンテストも開催。